# Le Pharmacien de garde
Le Pharmacien de garde és una pel·lícula de ficció criminal francesa dirigida per Jean Veber estrenada el 2003. Va rebre crítiques decebedores en el seu llançament tant per part de la premsa com del públic.

## Argument
Un policia massa tendre lidera la investigació d'una sèrie d'estranys assassinats perpetrats per un excèntric farmacèutic ecologista. Els dos homes s'acaben trobant i immediatament s'encertan, sense conèixer la seva veritable identitat.

## Repartiment
| - Vincent Perez : Yan Lazarrec - Guillaume Depardieu : François Barrier - Clara Bellar : Mathilde - Laurent Gamelon : Maurice Basttitoni - Pascal Légitimus : Tony - Alain MacMoy : Erwan Le Floch - Alice Taglioni : Christine - Edgar Givry : el comissari Fabri - Mathieu Delarive : Patrick - Atmen Kelif : Massoud - Rochelle Redfield : Alice Mortensen - Kad Merad : el metge forense - Gabrielle Lazure : Martine - Emma Bering : Catherine - Stéphane Boucher : el comandant Carpeau - Philippe Vieux : Xavier Massena - Christophe Kourotchkine : el conferenciant - Bernard Blancan : Mathieu - Marc Brunet : Heriot | - Jacques Herlin : M. Jouvin - Françoise Bertin : Mme Jouvin - Alexandre Laigner: el jove fumador - Irina Ninova: mare de Kévin - Thomas Doucet: Kevin - Alain Bouzigues: el client sense recepta - Pascal Demolon: el drogodependent de la farmàcia - Marc Bertolini: el conserge de l'edifici de Xavier - Emmanuel Courcol: Jacques Desmoines - Géraldine Veber: la infermera de l'hospital - Guillaume Zublena: el recepcionista de l'hotel - Claire Rolland: Wanda - Yan Dron: el gendarme GIGN - Olivier Follet: el franctirador GIGN - Dominique Marcas: Plantilla:Mme Chaussois - François Delaive: la criatura dels cellers - Lily Boulogne: la dona de la ciutat - Tatiana Stora: la clienta de la farmàcia |